# الانتخابات في فنلندا

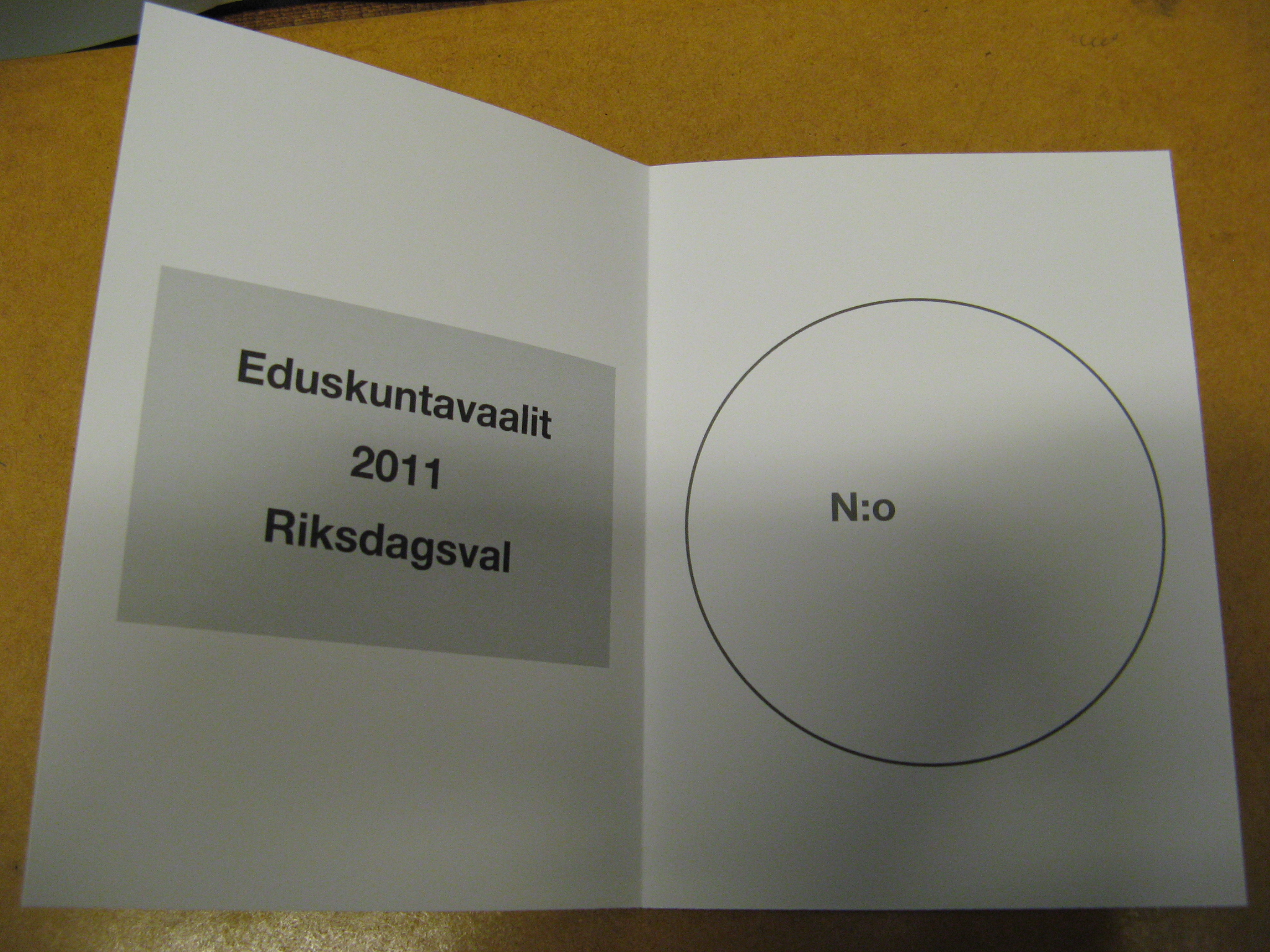

انتخابات فنلندا تعطي معلومات عن الانتخاب ونتائج الانتخابات في فنلندا.
ينتخب رأس الدولة على المستوى الوطني فنلندا - رئيس الجمهورية - والسلطة التشريعية. ينتخب الرئيس لمدة ست سنوات عبر الاقتراع الشعبي المباشر. يتكون برلمان فنلندا من 200 عضوا ينتخبون لمدة أربع سنوات عن طريق التمثيل النسبي في دوائر انتخابية متعددة المقاعد. النظام الفنلندي متعدد الأحزاب، مع ثلاثة أحزاب قوية (الحزب الاشتراكي الديمقراطي، وحزب الوسط، وحزب الائتلاف الوطني) ، فيه لا يمتلك غالباً حزب واحد الفرصة لاكتساب السلطة وحده، فيتحتم على الأحزاب العمل مع بعضها البعض لتشكيل حكومات ائتلافية.
بالإضافة إلى الانتخابات الرئاسية والبرلمانية، هنالك انتخابات البرلمان الأوروبي كل خمس سنوات، والانتخابات البلدية المحلية كل أربع سنوات. وتجرى الانتخابات البلدية بشكل منفصل في بلديات أرخبيل أولند في نفس وقت انتخاب برلمان أولند.
هناك أربع أنواع للانتخابات في فنلندا. يحق لكل مواطن فنلندي لا يقل سنه عن 18 عاماً التصويت في كل نوع من الانتخابات التي تقرر التالي: الرئيس والبرلمان وأعضاء البرلمان الأوروبي ومجالس المدينة والبلدية.
تجري فنلندا انتخابات رئاسية كل ست سنوات، والتي ينتخب فيها رئيس فنلندا على مدار جولتين استناداً إلى تصويت شعبي مباشر.
تجرى الانتخابات البرلمانية كل أربع سنوات بنظام التمثيل النسبي في دوائر انتخابية متعددة المقاعد. تستخدم الانتخابات البرلمانية الفنلندية باستخدام طريقة هوندت. يطبق في فنلندا نظام متعدد الأحزاب يكون بموجبه من غير المألوف لحزب واحد تحقيق الأغلبية في إيدوسكونتا، ولذلك تتألف معظم الحكومات الفنلندية من ائتلافات.
تجرى الانتخابات البرلمانية الأوروبية كل خمس سنوات. تمتلك فنلندا 14 مقعداً في البرلمان الأوروبي.
تجرى انتخابات البلدية كل أربع سنوات. تجرى الانتخابات البلدية بشكل منفصل في بلديات آلاند في الوقت نفسه الذي تجرى فيه انتخابات برلمان آلاند. اقترحت حكومة سيبيلا نوعًا جديدًا من الانتخابات، ماكونتافاليت، تحدد فيها المجالس في كل من مقاطعات البلاد ال18. من المحتمل أن تجرى أول انتخابات ماكونتافاليت في عام 2019.

## الانتخابات الرئاسية
ينتخب الرئيس من خلال التصويت الشعبي لولاية مدتها 6 سنوات. أجريت آخر انتخابات في 28 يناير 2018 (دون إجراء جولة ثانية).

### الانتخابات الرئاسية لعام 2018
فاز الرئيس ساولي نينيستو الذي يشغل المنصب في الجولة الأولى بعد حصوله على ما يزيد عن 60% من الأصوات. جاءت بيكا هافيستو مرشحة الرابطة الخضراء في المركز الثاني، وتلتها لاورا هوهتاساري من حزب الفنلنديين.

## الانتخابات البرلمانية
في ظل نظام فنلندا البرلماني بإمكان رئيس الوزراء أن يطلب من الرئيس حل البرلمان في أي وقت خلال الولاية التي تبلغ مدتها أربع سنوات، الأمر الذي يسفر عنه انتخابات «مبكرة». وعلى الرغم من ذلك، لم يحدث هذا في العقدين المنصرمين وكانت الانتخابات العامة تجرى كل أربع سنوات في الأحد الثالث من مارس في أعوام 1991 و1995 و1999 و2003 و2007. جرت الانتخابات البرلمانية لعام 2011 في 17 أبريل من عام 2011. وجرت الانتخابات البرلمانية لعام 2015 في 19 أبريل 2015.
تشجع طريقة هوندت في التمثيل النسبي، المعتمدة في فنلندا، تعدد الأحزاب السياسية وأسفرت عن العديد من الحكومات الائتلافية. في حين أن طريقة هوندت سهلة للفهم والاستعمال والاستخدام، إلا أنها تميل إلى تفضيل الأحزاب السياسية المؤسَسة الكبيرة. على سبيل المثال: في عام 2007، كان هناك 2000 مرشح يمثلون 18 حزبًا مختلفًا (بالإضافة إلى المستقلين) يتنافسون على 200 مقعد، ومثل المنتخَبون ثمانية أحزاب فقط. يعيَّن رئيس وزراء فنلندا من قبل الرئيس، استناداً إلى الأصوات في الانتخابات البرلمانية. عادةً ما يصبح رئيس أكبر الأحزاب رئيس الوزراء التالي.
في الانتخابات البرلمانية في 16 مارس 2003، كان هناك حزبان مهيمنان: حصل حزب الوسط على 55 مقعدًا وحصل الحزب الديمقراطي الاشتراكي على 53 مقعدًا في البرلمان البالغ عدد مقاعده 200 مقعدًا. شُكلت حكومة جديدة من قبل حزب الوسط والديمقراطيين الاشتراكيين مع حزب الشعب السويدي.
في الانتخابات البرلمانية لعام 2007، احتفظ حزب الوسط بالمركز الأول بمجموع 51 مقعدًا، غير أن الانتخابات شكلت نصرًا كبيرًا للائتلاف الوطني الذي حصل على 50 مقعدًا وهزيمة كبرى للحزب الديمقراطي الاشتراكي الذي حصل على 45 مقعدًا وخسر 8 مقاعد. شُكلت حكومة ائتلاف جديدة، فانهانين الثاني، ضمت حزب الوسط والائتلاف والخضر وحزب الشعب السويدي.